# Сольфеджіо
Сольфе́джіо — дисципліна, що розвиває уміння чути й слухати музику, а також інтонаційно та ритмічно точно, виразно і свідомо створювати музичний текст. Сольфеджіо спрямоване на виховання та розвиток музичного слуху (в тому числі так званого внутрішнього слуху) та музичної пам'яті. Включає сольфеджування (спів по нотах з вимовлянням назви кожного звуку), слуховий аналіз музики та її запис (музичний диктант). Сприяє зв'язку теорії музики з музичною практикою.

## Етимологія
Італійське слово solfeggio і відповідно українське «сольфеджіо» походить від назв нот: sol і fa.
Існує також похідний термін «сольмізація», який стосується практики називання нот відповідно їхньої звуковисотності, він походить від французького solmisatio і також від назв нот sol і mi.

## Сольфеджіо в системі музичної освіти України
Сольфеджіо викладається в системі музичної освіти України, як один з основних предметів, у музичних навчальних закладах.
У рекомендованій Міністерством культури України Програмі з сольфеджіо для музичних шкіл (2012) дається таке пояснення сутності предмета «Сольфеджіо»:  
|  | «На сучасному етапі розвитку початкової мистецької освіти, актуальним є переосмислення сутності предмета «Сольфеджіо» як навчальної дисципліни. Зміст предмета «Сольфеджіо» має бути спрямований не тільки на формування в учня уміння репродукувати навчальний матеріал, а й, передусім, на активне залучення до пізнання закономірностей музичної мови через виявлення і реалізацію творчого потенціалу дитини, розвиток її музичності та обдарованості, виховання цінностей. Універсальним способом особистісного розвитку учнів є безпосереднє включення у творчу діяльність. Тому одним із пріоритетних завдань предмета «Сольфеджіо» укладачі Програми вважають формування Homo musicalis — людини, яка музикує (О. Афоніна, Н. Бергер, І. Земцовський, М. Карасьова, Д. Кірнарська, А. Торопова) і розуміє музичення як невід’ємну складову свого життя.» |

Відповідно до типових навчальних планів, в музичних школах сольфеджіо викладається починаючи з 1 класу, а для занять відводить 1,5 години на тиждень. Відповідні нормативи затверджувались наказами Мінкультури СРСР у 1987, та Мінкультом України у 2002, 2006 та 2015 роках.
Натомість у наказі Міністра культури 2019 року предмет «сольфеджіо» у програмах музичних шкіл не передбачається, натомість вводиться предмет «музична грамота».

## Підручники
українською мовою
- Афоніна О. С. Сольфеджіо для наймолодших (1 клас): Навчальний посібник. — Видання друге, виправлене. — К. : Нотне видавництво «Мелосвіт», 2006.
- Афоніна О. С. Сольфеджіо 2 клас: Навч. посібник. — Видання друге, виправлене. — К. : Нотне видавництво «Мелосвіт», 2006.
- Афоніна О. С. Сольфеджіо.3 клас: Навч. посібник. — К. : Нотне видавництво «Мелосвіт», 2006.
- Афоніна О. С. Сольфеджіо.4 клас: Навч. посібник. — К. : Нотне видавництво «Мелосвіт», 2007.
- Афоніна О. С. Сольфеджіо.5 клас: Навч. посібник. — К. : Нотне видавництво «Мелосвіт», 2008.
- Афоніна О. С. Сольфеджіо 6.клас: Навч. посібник. — К. : Нотне видавництво «Мелосвіт», 2011.
- Павленко Тамара. Навчальний репертуар для дитячих музичних шкіл //  — Музична Україна, 2015. — 112 с. — ISBN M-707502-20-4.

- Павленко Тамара. Навчальний репертуар для дитячих музичних шкіл //  — Музична Україна, 2014. — 32 с.
- Павлюк Л. Л. Сольфеджіо для 0 класу ДМШ: Навчальний посібник – К.: ВГЛ «Обрії», 2009.
- Смаглій Г. Сольфеджіо, ч. 1. — Харків: Факт, 2003, 2010.
- Смаглій Г. Сольфеджіо, ч. 2. — Харків: Факт, 2003, 2010.
- Смаглій Г. Сольфеджіо, ч. 3. — Харків: Факт, 2004. 2010.
- Смаглій Г. Сольфеджіо, ч. 4. — Харків: Факт, 2004, 2010.
- Смаглій Г. Сольфеджіо, ч. 5. — Харків: Факт, 2006, 2010.
- Смаглій Г. Сольфеджіо, ч. 6. — Харків: Факт, 2008, 2010.

двомовні (українська і російська)
- Писаревський А. Сольфеджіо для музичних шкіл. — К., 1967.
- Флис В., Якубяк Я. Сольфеджіо для 1–4 класів ДМШ. — К., 1987.
- Флис В., Якубяк Я. Сольфеджіо для 5 класу ДМШ. — К., 1989.
- Флис В., Якубяк Я. Сольфеджіо для 6 класу ДМШ. — К., 1981.
- Флис В., Якубяк Я. Сольфеджіо для 7 класу ДМШ. — К., 1982